# 멀티터치

멀티터치 스크린

컴퓨팅에서 멀티터치(multi-touch)는 표면(터치패드 또는 터치스크린)이 표면과의 접촉 지점(접점)을 하나 이상 동시에 인식할 수 있도록 하는 기술이다. 멀티터치의 기원은 1970년대 CERN, MIT, 토론토 대학교, 카네기 멜런 대학교 및 벨 연구소에서 시작되었다. CERN은 이미 1976년에 슈퍼 양성자 싱크로트론의 제어용으로 멀티터치 스크린을 사용하기 시작했다. 정전식 멀티터치 디스플레이는 2007년 Apple의 iPhone에 의해 대중화되었다. 멀티터치는 핀치 투 줌과 같은 추가 기능을 구현하거나 제스처 인식을 사용하여 미리 정의된 제스처에 연결된 특정 서브루틴을 활성화하는 데 사용될 수 있다.
멀티터치라는 용어는 이 분야의 빠른 발전으로 인해 여러 가지 용도로 사용되었으며, 많은 회사들이 다른 회사 및 연구자들이 제스처 향상 단일 터치 또는 여러 다른 용어로 부르는 오래된 기술을 마케팅하기 위해 이 용어를 사용했다. 여러 다른 유사하거나 관련 용어들은 장치가 다양한 기술적 기능들을 더욱 구별하기 위해 서로 다른 접점의 위치를 정확하게 결정할 수 있는지 또는 근사치만 결정할 수 있는지를 구별하려고 시도하지만, 마케팅에서는 종종 동의어로 사용된다.
멀티터치는 일반적으로 모바일 장치 및 스마트 장치에서 정전식 감응 기술을 사용하여 구현된다. 정전식 터치스크린은 일반적으로 정전식 터치 센서, 애플리케이션별 집적회로 (ASIC) 컨트롤러 및 CMOS (상보형 금속 산화물 반도체) 기술로 제조된 디지털 신호 처리 장치 (DSP)를 포함한다. 최근의 대안적인 접근 방식은 광학 터치 기술이며, 이는 이미지 센서 기술을 기반으로 한다.

## 정의
컴퓨팅에서 멀티터치는 터치패드나 터치스크린이 표면과의 접점(신체 접점)을 하나 이상 또는 두 개 이상 인식할 수 있도록 하는 기술이다.
Apple은 2007년에 "멀티터치"라는 용어를 대중화했으며, 핀치 투 줌과 같은 추가 기능을 구현하거나 사전 정의된 제스처에 연결된 특정 서브루틴을 활성화하는 데 사용했다.
이 용어의 두 가지 다른 용도는 이 분야의 빠른 발전으로 인해 생겨났으며, 많은 회사들이 다른 회사 및 연구자들이 제스처 향상 단일 터치 또는 여러 다른 용어로 부르는 오래된 기술을 마케팅하기 위해 이 용어를 사용하고 있다. 여러 다른 유사하거나 관련 용어들은 장치가 다양한 기술적 기능들을 더욱 구별하기 위해 서로 다른 접점의 위치를 정확하게 결정할 수 있는지 또는 근사치만 결정할 수 있는지를 구별하려고 시도하지만, 마케팅에서는 종종 동의어로 사용된다.

## 역사

### 1960–2000
터치스크린 기술의 사용은 멀티터치 기술과 개인용 컴퓨터보다 앞선다. 휴 르 케인 및 로버트 모그와 같은 초기 신시사이저 및 전자 악기 제작자들은 터치에 민감한 정전식 센서를 사용하여 악기에서 나오는 소리를 제어하는 실험을 했다. IBM은 1960년대 후반에 최초의 터치스크린을 제작하기 시작했다. 1972년 컨트롤 데이터는 교육 목적으로 사용되는 적외선 터미널인 PLATO IV 컴퓨터를 출시했는데, 이 컴퓨터는 16×16 배열 사용자 인터페이스에 단일 터치 포인트를 사용했다. 이 초기 터치스크린은 한 번에 하나의 터치 포인트만 등록했다. 따라서 오늘날 잘 알려진 기능인 화면 키보드는 키 롤오버와 다른 키를 입력하는 동안 시프트 키를 누르는 것이 불가능했기 때문에 사용하기 어려웠다.
이러한 예외로는 1970년대 초 MIT에서 개발된 "교차 와이어" 멀티터치 재구성 가능한 터치스크린 키보드/디스플레이와 건설 중이던 슈퍼 양성자 싱크로트론의 제어용으로 1972년 CERN에서 개발된 16버튼 정전식 멀티터치 스크린이 있다.

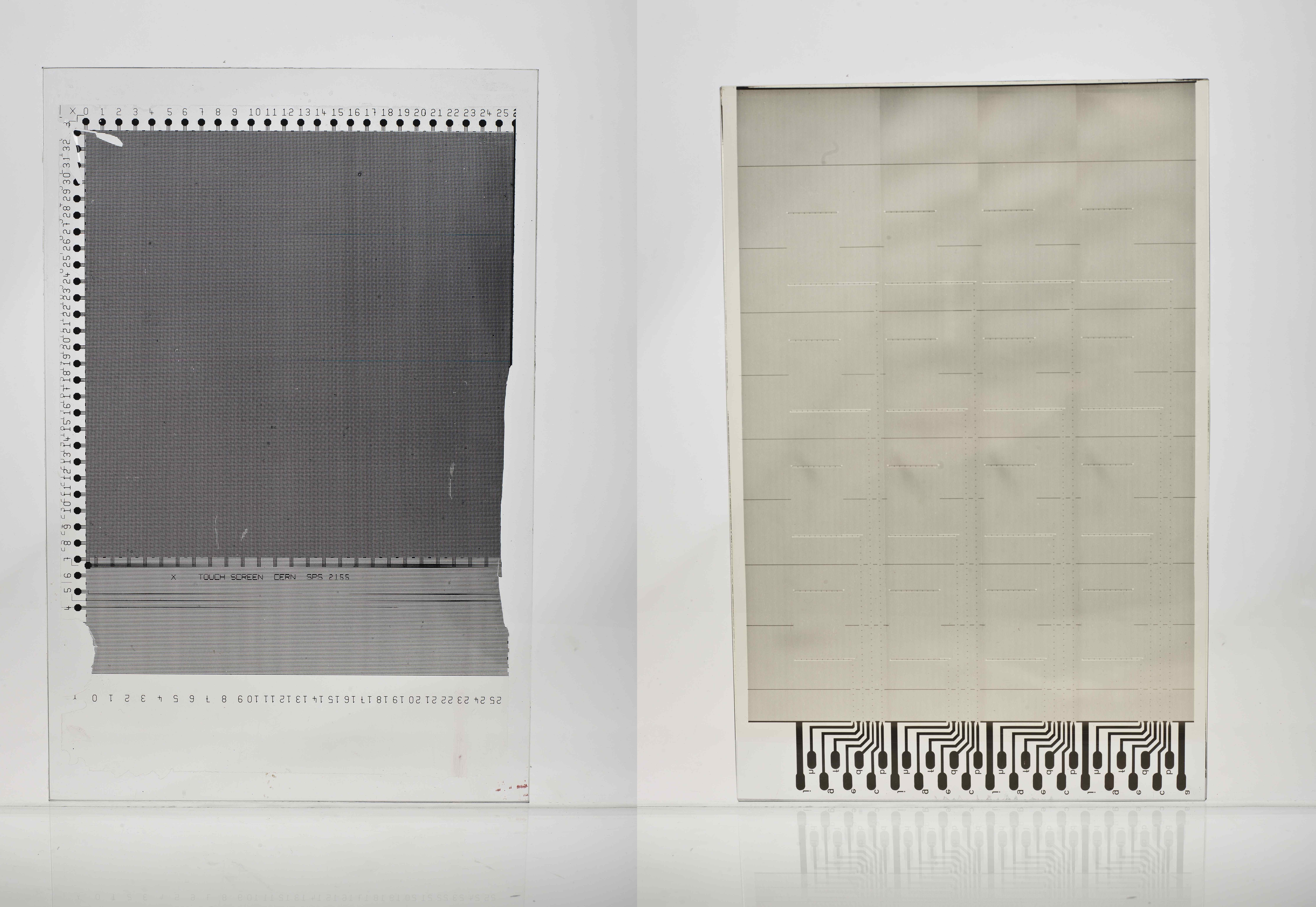
CERN에서 개발된 x-y 상호 정전 용량 멀티터치 스크린의 프로토타입 (왼쪽)

1976년, 1972년 덴마크 전자 엔지니어 벤트 스툼프에 의해 개발된 정전식 터치스크린을 기반으로 하는 새로운 x-y 정전식 스크린이 CERN에서 개발되었다. 서로 다른 터치 지점의 정확한 위치를 파악할 수 있는 이 기술은 슈퍼 양성자 싱크로트론 입자 가속기의 제어실을 위한 새로운 유형의 인간-기계 인터페이스 (HMI)를 개발하는 데 사용되었다. 1972년 3월 11일자 자필 노트에서, 스툼프는 그가 제안한 해결책 – 디스플레이에 고정된 수의 프로그래밍 가능한 버튼을 가진 정전식 터치스크린 – 을 제시했다. 이 스크린은 유리판 위에 구리 필름으로 새겨진 일련의 커패시터로 구성될 것이며, 각 커패시터는 손가락 표면과 같은 가까운 평면 도체가 정전 용량을 상당량 증가시킬 수 있도록 구성될 것이다. 커패시터는 유리판 위에 구리로 새겨진 미세한 선들로 구성될 것이며, 육안으로는 보이지 않을 정도로 미세하고(80 μm) 충분히 떨어져 있을 것이다(80 μm). 최종 장치에서는 간단한 래커 코팅이 손가락이 실제로 커패시터를 만지는 것을 방지했다. 같은 해, MIT는 멀티터치 감지가 가능한 가변 그래픽 키보드를 설명했다.
1980년대 초, 토론토 대학교의 입력 연구 그룹은 멀티터치 입력 시스템의 소프트웨어 측면을 탐구한 최초의 그룹 중 하나였다. 1982년 토론토 대학교의 시스템은 무광택 유리 패널과 유리 뒤에 배치된 카메라를 사용했다. 손가락이나 여러 손가락이 유리를 누르면 카메라는 그 동작을 다른 흰색 배경에 하나 또는 여러 개의 검은 점으로 감지하여 입력으로 등록할 수 있었다. 점의 크기가 압력(사람이 유리를 누르는 세기)에 따라 달라졌기 때문에 이 시스템은 어느 정도 압력 감도도 가지고 있었다. 이 시스템은 입력 전용이었고 그래픽을 표시할 수 없었다는 점에 주목할 필요가 있다.
1983년, 머레이 힐의 벨 연구소는 터치스크린 기반 인터페이스에 대한 포괄적인 논의를 발표했지만, 여러 손가락에 대한 언급은 없었다. 같은 해, 마이런 크루거의 비디오 기반 비디오 플레이스/비디오 데스크 시스템은 핀치 투 줌과 같은 멀티터치 제스처 개발에 영향을 미쳤지만, 이 시스템 자체는 터치 상호작용이 없었다.
1984년까지 벨 연구소와 카네기 멜런 대학교는 모두 여러 손가락 입력에 대화식으로 반응할 수 있는 작동하는 멀티터치 스크린 프로토타입(입력 및 그래픽 모두)을 보유하고 있었다. 벨 연구소 시스템은 손가락의 정전 용량 결합을 기반으로 했고, CMU 시스템은 광학 방식이었다. 1985년, 정식 멀티터치 핀치 투 줌 제스처가 CMU 시스템에서 조정된 그래픽과 함께 시연되었다. 1985년 10월, 스티브 잡스는 CMU의 센서 프레임 멀티터치 연구소를 방문하기 위해 비밀 유지 계약서에 서명했다. 1990년, 시어스 외 연구진은 당시의 단일 및 멀티터치 터치스크린 인간-컴퓨터 상호 작용에 대한 학술 연구를 검토하여, 회전 노브, 스위치 활성화를 위한 화면 스와이프(또는 토글 스위치용 U자형 제스처), 터치스크린 키보드(멀티터치가 데이터 입력 속도를 향상시킬 것이라고 가설을 세운 연구 포함: 터치스크린 키보드는 분당 25단어, 표준 키보드는 분당 58단어)와 같은 단일 터치 제스처를 설명했다. 선의 범위를 선택하거나, 객체를 연결하거나, 다른 손가락으로 위치를 유지하면서 선택하는 "탭-클릭" 제스처와 같은 멀티터치 제스처도 설명되었다.
1991년, 피에르 웰너는 멀티핑거 및 핀칭 동작을 지원하는 멀티터치 "디지털 데스크"에 대한 출판을 통해 이 주제를 발전시켰다. 여러 회사들이 21세기 초에 이러한 발명품들을 확장했다.

### 2000년-현재
1999년에서 2005년 사이에 핑거웍스는 터치스트림 키보드와 iGesture Pad를 포함한 다양한 멀티터치 기술을 개발했다. 2000년대 초 코넬 대학교의 인간 공학 교수인 앨런 헤지는 이 기술에 대한 여러 연구를 발표했다. 2005년, 애플은 핑거웍스와 그 멀티터치 기술을 인수했다.
2004년 프랑스 스타트업 JazzMutant는 Lemur Input Device를 개발했는데, 이는 2005년에 최초로 독점적인 투명 멀티터치 스크린을 특징으로 하는 상업용 제품이 되어 디스플레이에서 직접 10손가락 조작을 가능하게 했다.
2007년 1월, 멀티터치 기술은 iPhone과 함께 주류가 되었고, 아이폰 발표에서 애플은 심지어 "멀티터치를 발명했다"고 주장했다. 그러나 기능과 용어 모두 발표나 특허 출원보다 앞선다. 단, 핑거웍스/애플 기술 이전에 존재하지 않았던 정전식 모바일 스크린 분야는 제외한다 (핑거웍스는 2001-2005년에 특허를 출원했고, 이후 멀티터치 개선은 애플이 특허를 냈다).
그러나 미국특허청은 "핀치 투 줌" 기능이 브란 페렌과 대니얼 힐리스가 2005년에 출원한 터치스크린 제스처 관련 미국 특허 #7,844,915에 의해 예측되었으며, 관성 스크롤링도 마찬가지라고 선언하여 애플 특허의 주요 청구항을 무효화했다.
2001년, 마이크로소프트의 탁상형 터치 플랫폼인 마이크로소프트 픽셀센스 (이전 명칭: Surface)가 개발되기 시작했는데, 이는 사용자의 터치와 전자 장치 모두와 상호작용하며 2007년 5월 29일에 상업화되었다. 비슷하게 2001년, 미쓰비시 전기 연구소 (MERL)는 다이아몬드 터치라는 멀티터치, 멀티유저 시스템 개발을 시작했다.
2008년 다이아몬드터치는 상업용 제품이 되었으며, 역시 정전 용량을 기반으로 하지만 여러 동시 사용자 또는 각 사용자가 앉아 있는 의자나 사용자가 서 있는 바닥 패드를 구별할 수 있다.
2007년, NORTD 랩의 오픈 소스 시스템은 큐빗 (멀티터치)을 제공했다.
소규모 터치 장치는 2008년에 빠르게 보편화되었다. 터치스크린 전화기의 출하량은 2006년 20만 대에서 2012년 2100만 대로 증가할 것으로 예상되었다.
2015년 5월, 애플은 개별 물리 키를 멀티터치 버튼으로 바꾸는 "퓨전 키보드"에 대한 특허를 획득했다.

## 응용 분야

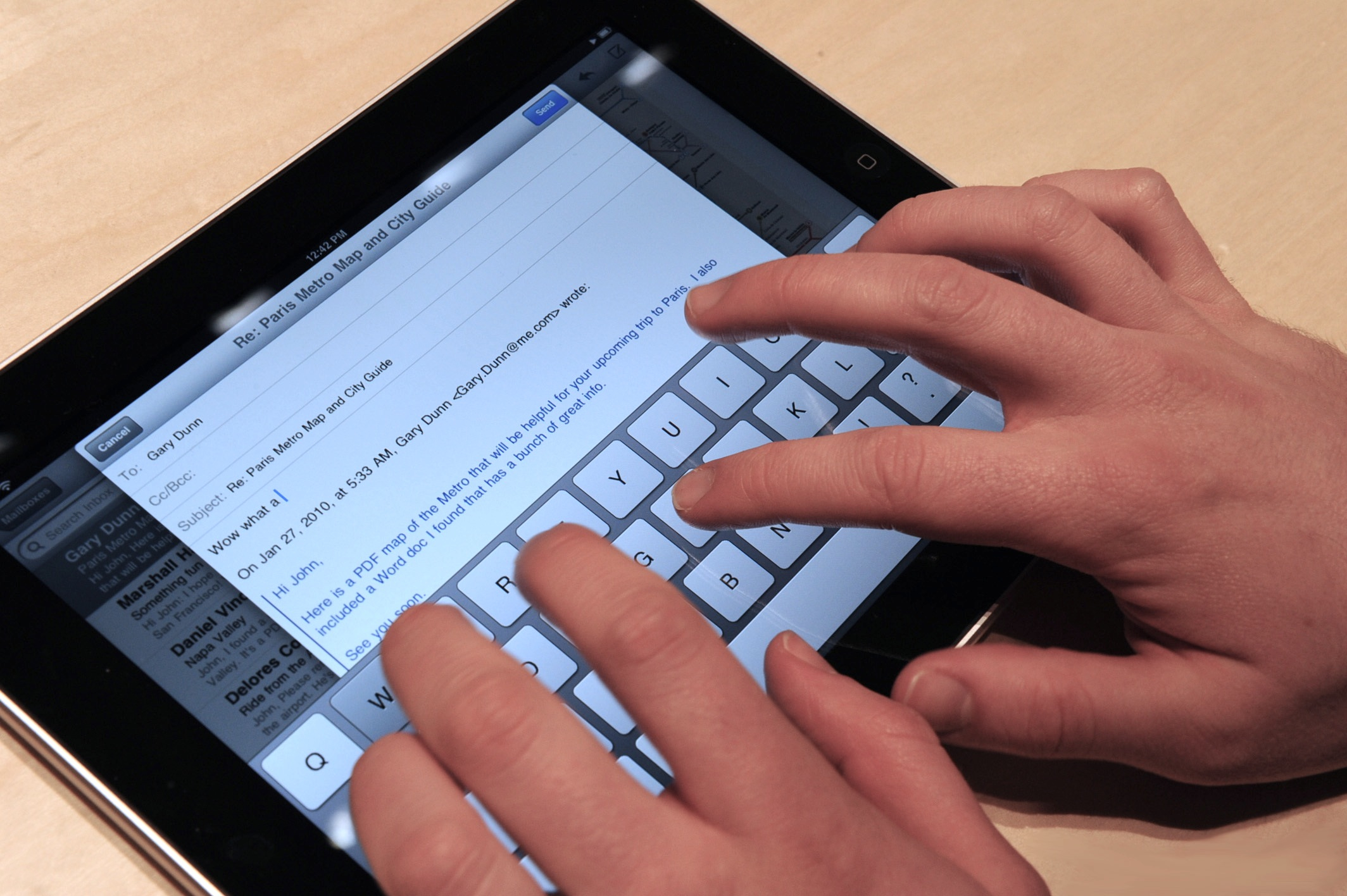
iPad에 IOS 7 이전의 가상 키보드

Apple은 멀티터치 기술을 사용하는 수많은 제품을 소매 및 유통했으며, 가장 두드러진 것은 iPhone 스마트폰과 iPad 태블릿이다. 또한 애플은 사용자 인터페이스에 멀티터치를 구현하는 것과 관련된 여러 특허를 보유하고 있지만, 일부 특허의 적법성은 논란이 되고 있다. 애플은 또한 "멀티터치"를 미국에서 상표로 등록하려고 시도했으나, 미국특허청에서 해당 용어를 일반적인 것으로 간주하여 요청이 거부되었다.
멀티터치 감지 및 처리는 터치 표면에 부착된 ASIC 센서를 통해 이루어진다. 일반적으로 별도의 회사가 ASIC과 터치 스크린으로 결합되는 스크린을 만든다. 반대로 터치패드의 표면과 ASIC은 일반적으로 같은 회사에서 제조한다. 최근 몇 년 동안 소규모 사용자부터 다국적 조직에 이르는 모든 것을 위해 설계된 시스템과 함께 성장하는 멀티터치 산업으로 확장한 대기업이 많이 있다.
이제 랩톱 제조업체들이 랩톱에 멀티터치 터치패드를 포함하는 것은 일반적이며, 태블릿 컴퓨터는 전통적인 스타일러스 입력 대신 터치 입력에 반응하며, 많은 최신 운영체제에서 지원된다.
일부 회사들은 개인용 전자제품보다는 대규모 표면 컴퓨팅, 즉 대형 멀티터치 테이블이나 벽면 표면에 초점을 맞추고 있다. 이러한 시스템은 일반적으로 정부 기관, 박물관, 기업에서 정보나 전시물 표시 수단으로 사용된다.

## 구현
멀티터치는 인터페이스의 크기와 유형에 따라 여러 가지 방법으로 구현되었다. 가장 인기 있는 형태는 모바일 장치, 태블릿, 터치 테이블 및 벽이다. 터치 테이블과 터치 벽은 모두 아크릴 또는 유리를 통해 이미지를 투사한 다음 LED로 이미지를 백라이트한다.
터치 표면은 압력에 따라 다르게 구부러지는 압력 감지 코팅을 추가하여 압력 감지 기능을 갖도록 만들 수 있으며, 이는 반사를 변경한다.
휴대용 기술은 전하를 운반하는 패널을 사용한다. 손가락이 화면을 터치하면 터치가 패널의 전기장을 방해한다. 이 방해는 컴퓨터 이벤트 (제스처)로 등록되며 소프트웨어로 전송되어 제스처 이벤트에 대한 응답을 시작할 수 있다.
지난 몇 년 동안 여러 회사들이 멀티터치를 사용하는 제품을 출시했다. 값비싼 기술을 더 쉽게 접근할 수 있도록 하기 위해, 취미가들도 DIY 터치스크린을 만드는 방법을 발표했다.

### 정전식
정전식 기술에는 다음이 포함된다.
- 표면 정전식 기술 또는 근거리 이미징 (NFI)
- 투영 정전식 터치 (PCT)
  - 상호 정전 용량
  - 자기 정전 용량
- 인셀 정전식

### 저항식
저항식 기술에는 다음이 포함된다.
- 아날로그 저항식
- 디지털 저항식 또는 인셀 저항식

### 광학
광학 터치 기술은 이미지 센서 기술을 기반으로 한다. 손가락이나 물체가 표면을 만졌을 때 빛이 흩어지고, 그 반사광이 센서나 카메라에 의해 감지되어 터치에 대한 반응을 지시하는 소프트웨어로 전송되는 방식으로 작동하며, 이는 측정된 반사 유형에 따라 달라진다.
광학 기술에는 다음이 포함된다.
- 광학 이미징 또는 적외선 기술
- 후면 확산 조명 (DI)[56]
- 적외선 그리드 기술 (광매트릭스) 또는 디지털 도파관 터치 (DWT) 또는 적외선 광학 도파관
- 좌절된 전반사 (FTIR)
- 확산 표면 조명 (DSI)
- 레이저 광 평면 (LLP)
- 인셀 광학

### 파동
음향 및 무선 주파수 파동 기반 기술에는 다음이 포함된다.
- 표면 탄성파 (SAW)
- 굴곡파 터치 (BWT)
  - 분산 신호 터치 (DST)
  - 음향 펄스 인식 (APR)
- 힘 감지 터치 기술

## 멀티터치 제스처
멀티터치 터치스크린 제스처는 미리 정의된 동작을 통해 장치 및 소프트웨어와 상호 작용할 수 있도록 한다. 스마트폰, 태블릿 컴퓨터, 랩톱 또는 데스크톱 컴퓨터와 같은 점점 더 많은 장치들이 멀티터치 제스처에 의해 트리거되는 기능을 가지고 있다.

## 대중문화

### 2007년 이전
멀티터치 기술이 상업적으로 실현되기 몇 년 전부터 대중문화는 미래의 멀티터치 기술의 잠재적 활용을 묘사했으며, 이는 스타 트렉 프랜차이즈의 여러 시리즈에도 등장했다.
1982년 디즈니 SF 영화 트론에서는 마이크로소프트 서피스와 유사한 장치가 등장했다. 이 장치는 임원의 책상 전체를 차지했으며 마스터 컨트롤 컴퓨터와 통신하는 데 사용되었다.
2002년 영화 마이너리티 리포트에서 톰 크루즈는 멀티터치 인터페이스와 유사한 장갑을 사용하여 정보를 탐색한다.
2005년 영화 아일랜드에서는 숀 빈이 연기한 교수가 마이크로소프트 서피스의 초기 버전을 기반으로 파일을 정리하기 위해 멀티터치 데스크톱을 사용하는 또 다른 형태의 멀티터치 컴퓨터가 등장한다. (현재 그 이름을 사용하는 태블릿 컴퓨터와 혼동하지 말 것)
2007년, 텔레비전 시리즈 CSI: 마이애미는 여섯 번째 시즌에서 표면 및 벽 멀티터치 디스플레이를 모두 도입했다.

### 2007년 이후
멀티터치 기술은 2008년 제임스 본드 영화 007 퀀텀 오브 솔러스에서 볼 수 있는데, MI6는 터치 인터페이스를 사용하여 범죄자 도미닉 그린에 대한 정보를 탐색한다.
2008년 영화 지구가 멈추는 날에서는 마이크로소프트 서피스가 사용되었다.
2009년 첫 방영된 텔레비전 시리즈 NCIS: 로스앤젤레스는 디지털화를 위한 시도로 멀티터치 표면과 벽 패널을 사용한다.
2008년 심슨 가족의 한 에피소드에서 리사 심슨은 해저에 있는 메이플 본사로 가서 스티브 몹스를 만나는데, 그는 거대한 터치 벽에서 여러 멀티터치 손 제스처를 수행하는 것으로 나타난다.
2009년 영화 디스트릭트 9에서 외계인 우주선을 제어하는 데 사용된 인터페이스는 유사한 기술을 특징으로 한다.

## 10/GUI
10/GUI는 제안된 새로운 사용자 인터페이스 패러다임이다. 2009년 R. 클레이턴 밀러가 만들었으며, 멀티터치 입력을 새로운 창 관리자와 결합한다.
이것은 터치 표면을 화면에서 분리하여 사용자 피로를 줄이고 사용자의 손이 디스플레이를 가리지 않도록 한다. 화면 전체에 창을 배치하는 대신, 창 관리자인 Con10uum은 선형 패러다임을 사용하며, 멀티터치를 사용하여 창 사이를 탐색하고 배열한다. 터치스크린의 오른쪽 영역은 전역 상황 메뉴를 불러오고, 왼쪽 영역은 애플리케이션별 메뉴를 불러온다.
Con10uum 창 관리자의 오픈 소스 커뮤니티 미리 보기는 2009년 11월에 제공되었다.

## 같이 보기
- 제스처 향상 단일 터치
- 제스처 인식
- 인간-컴퓨터 상호 작용
- 내추럴 사용자 인터페이스
- 펜 컴퓨팅
- 스케치 인식
- 서피스 컴퓨팅
- 터치패드
- 터치 사용자 인터페이스